# Neochrysocharis clinias
Neochrysocharis clinias is een vliesvleugelig insect uit de familie Eulophidae. De wetenschappelijke naam is voor het eerst geldig gepubliceerd in 1838 door Walker.